# Колло, Мари-Анна
Мари́(я)-А́нн(а) Колло́, мадам Пьер Этьен Фальконе (фр. Marie-Anne Collot; 1748, Париж — 23 февраля 1821, Маримон (Бурдонне), близ Нанси) — французский скульптор, выдающийся мастер портретной скульптуры неоклассицизма, многолетняя сотрудница Этьена Мориса Фальконе. Академик Императорской Академии художеств (с 1767).

## Биография
В 15 лет стала моделью в мастерской скульптора Жана-Батиста Лемуана, который, вероятно, был её первым учителем. В 16 лет стала ученицей Этьена Мориса Фальконе, специализируясь в области скульптурного портрета. К произведениям Колло, выполненным в этом жанре, относятся: «Актер Превиль в роли Сганареля» (1765—1766), «Портрет Дидро» (1766, Париж, Музей архитектуры), «Портрет неизвестного» (1765, Париж, Лувр), князя Голицына (1766). Голицын, российский посланник в Париже, подписавший от имени правительства контракт на выполнение памятника Петру I Фальконе, писал канцлеру А. М. Голицыну: «Он [Фальконе] везёт с собой молодую ученицу 18 лет, у которой определённый талант делать портреты».

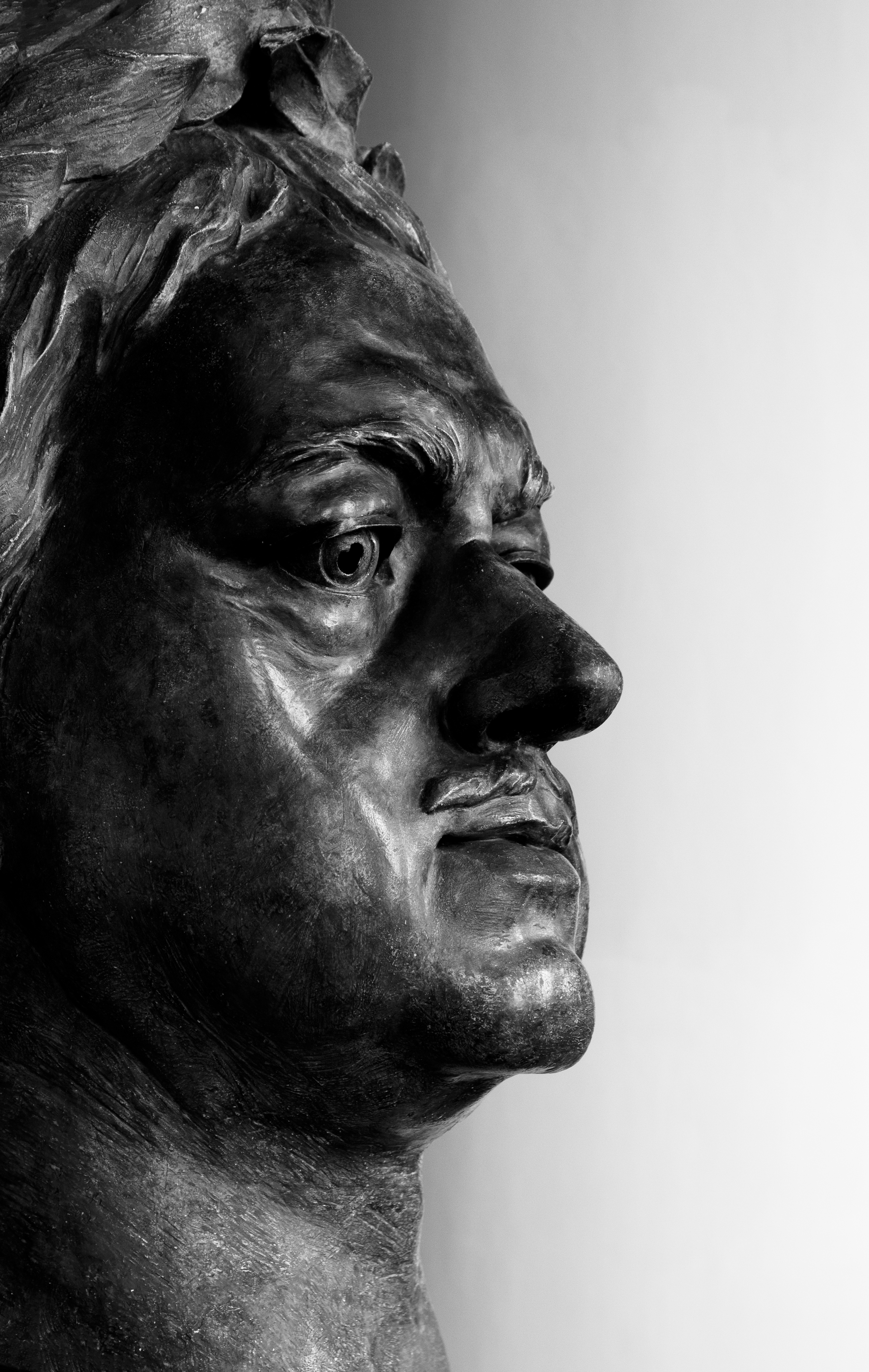
Модель головы для памятника Петру I работы Фальконе, гипс, около 1773 года, скульптор Мари-Анна Колло. ГРМ. Санкт-Петербург

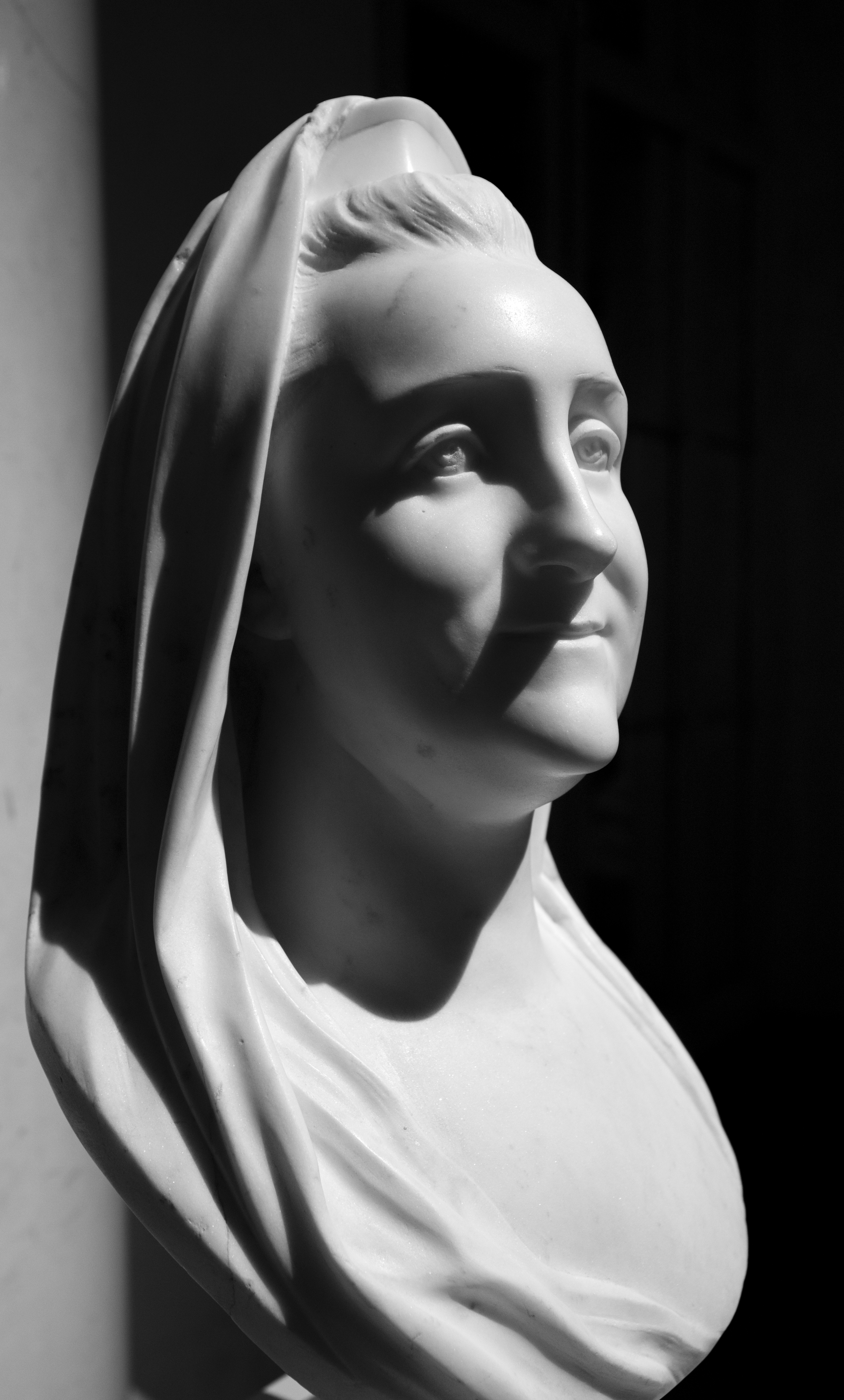
Портрет Екатерины II, мрамор, 1769 год, Эрмитаж. Санкт-Петербург

Колло приехала в Санкт-Петербург вместе с Э. Фальконе в 1766 году и до 1778 года жила и работала в России. Здесь она пользовалась успехом и выполнила ряд портретных медальонов и бюстов: медальон с изображением фаворита императрицы графа Г. Г. Орлова (1767; Эрмитаж, Санкт-Петербург), Екатерина II в лавровом венке (1769, медальон, Гатчинский дворец; имеются повторения); бюсты: Екатерина II в диадеме, молодой Вольтер (ок. 1770); классицистский бюст Дидро в античном стиле — c обнажённой грудью и плечами (1772); портрет Э. Фальконе (1773, все — Эрмитаж).
В 1770-е Колло выполнила портреты наследника Павла Петровича, его первой жены Натальи Алексеевны и др. В 1767 году была возведена в звание академика Императорской Академии художеств. Возможно, самым значительным творческим свершением Колло было её участие в работе над головой Петра I для конного монумента, над которым трудился Фальконе. Портрет был выполнен с посмертной маски Петра работы Растрелли. Оригинал гипсовой модели этой головы хранится в Русском музее Санкт-Петербурга (1770-е). Фальконе считал это произведение большой удачей своей ученицы. Екатерина, которой очень понравился образ, созданный Колло, назначила художнице пожизненную пенсию в 10000 рублей и пожелала, чтобы та была избрана в Академию художеств. Судя по переписке Фальконе с императрицей, участие Колло в работе над памятником не ограничилось портретом Петра.
Колло выполнила и другие «ретроспективные» портреты по заказу Екатерины, в том числе бюсты Генриха IV и его министра Сюлли (ок. 1769). Описывая создание этих работ, Фальконе утверждал, что Колло более руководствовалась своим воображением. В качестве образцов художница использовала маски, доставленные из Парижа.
В 1777 году вышла замуж за сына своего наставника — живописца Пьера Этьена Фальконе. Брак был неудачным, известно, что Мари-Анна подавала официальную жалобу на супруга за жестокое обращение с ней. Покинула Париж в 1779 году и вместе с Фальконе работала в Голландии. В Гааге выполнила несколько портретов, в частности — врача-анатома Петруса Кампера (бронза, Гронингенский университет) и штаттгальтерской четы Вильгельма V Оранского и Вильгельмины Прусской (оба — ок. 1782, Гаага, Маурицхейс), ставшие последними известными работами Колло. С 1783 по 1791 годы она жила в Париже, где ухаживала за свёкром, частично парализованным в результате инсульта. После смерти мужа и свёкра (1791) Колло уехала в Лотарингию и поселилась в Маримоне (ныне часть коммуны Бурдонне).